# 豊宮崎文庫
豊宮崎文庫（とよみやざきぶんこ）は江戸時代初期に伊勢国度会郡継橋郷の豊受太神宮（豊受宮、伊勢神宮外宮）に隣接する豊宮崎の地（現三重県伊勢市岡本3丁目）に開設された文庫。単に宮崎文庫（みやざきぶんこ）とも称した。
古典籍を収蔵する文庫（書庫）の外に講堂も併置されて主に外宮祠官（多く度会氏）の子弟教育機関として神都（伊勢地域、現伊勢市一帯）の文教の中心となり、金沢文庫（武蔵国）、足利文庫（足利学校、下野国）と並び称されることも行われた。明治維新に際して廃庫とされたが、日本図書館史上の貴重な存在であり、跡地は「旧豊宮崎文庫」として国の史跡に指定されている（以下、便宜上書庫としての本来の文庫は「書庫」と記し、「文庫」は教育機関を指すものとする）。

## 沿革前編

### 開庫以前
伊勢神宮における書庫の歴史は古く、皇太神宮（伊勢神宮内宮）には文殿（ぶんでん）が奈良時代（西教暦8世紀。下皆效此）から存し、外宮には鎌倉時代（13世紀）以前から神庫（しんこ）があって、共に内外両宮に関する図書記録文書の類を収蔵していたほか、鎌倉時代末から南北朝時代（14世紀）にかけて活躍した内宮禰宜の荒木田経延が宇治の岡田村（現伊勢市宇治今在家町一帯）に在した宿所に岡田文庫を構えていたが、室町時代には神宮の勢力も衰微し、殊に文明・延徳年間（15世紀末）に起きた宇治会合（内宮の神役人（下級祠官及び師職）を中心とした地縁的自治組織）と山田三方（外宮神役人を中心とする同様の組織）との闘争、いわゆる宇治山田合戦によって両宮共に兵火に罹るとその蔵書も焼失ないし散逸し、一に古記録悉滅という状態にまで至ったと伝えられ、江戸時代初め（17世紀初）には「古代よりの神書旧記は他国に分散し、或は古家に朽損」する有様で神宮祠官といえども学問に勉める者もなかったという。

### 開庫
江戸時代初めに外宮祠官家に生まれた度会（出口）延佳はそうした状況を嘆き、「大神宮の御為、神書・古記・和漢の書籍をあつめ、万代に遺し、且は所の人にも学問をすすめんため」の施設の創建に思い至る。延佳は30代を迎える正保ごろ（1640年代）から散逸した文献を蒐集し、それを書写しつつ校合も施すといった自身のできる範囲内での厳密な神宮文献の復元に努めており、新文庫の創設はそうした姿勢の延長であろうが、と同時に、前代の文殿・神庫等がいずれも広く公開されたものではなかったことへの不満と神宮祠官の学問不振の原因を書籍の不足に求めていたこともあったと思われる。なお、延佳の言によると新文庫創設に就き擲銭の卜をしたところ履の上九という「目出度（めでたたき）うら」が出た上、同時期に同様の方法で同じ卦（履の上九）が出た者がいたためにそこに神意を感じてこれを決意したという。
上記目的を掲げた延佳は同じく祠官であった与村弘正、岩出末清と同心して首唱者となり、太神宮祭主大中臣定長や大司大中臣精長、外宮官長檜垣常晨の協力の下、外宮祠官や山田三方の年寄、町年寄（これら年寄衆は多く外宮師職を兼ねていた）の賛同者を集め、自身を含む計70名から成る籍中という現今の財団に相当する組織を結成して設立資金を募り、慶安元年（1648年）6月に文庫の経営や書庫の看守、図書の購入・閲覧・謄写・整理曝凉等17条から成る令条を制定、同年11月に外宮宮域に隣接する豊宮崎の沼地を平らげて施設の建設に着手し、同年（但1649年）12月28日に竣工した。なお、文庫名は地名を採ったものといい、また神宮の宮中には土蔵を建てる例がなかったために宮外に営むこととし、亀石という亀の形をした自然石の上に書庫を建てたという。
この落成を祝って紀州藩儒官である永田善斎は「宮崎文庫記」という記文を寄せ（慶安2年5月）、幕府儒官の林羅山は春秋三伝を寄贈すると共に「伊勢文庫之記」を、その男鵞峰も同題の記文、読耕斎も文庫記をそれぞれ寄せており（いずれも慶安5年6月）、また、紀州藩儒官李梅渓が「文庫起源」を（承応2年（1653年）3月）、松江藩儒官の安部弘忠（石斎）が壁書を寄せている（慶安5年3月）。ちなみに首唱者である延佳と弘正、末清の3名は後光明天皇からその功績を嘉されて位階を賜ったが、この叙爵が外宮祠官層の反撥を喚んで訴訟を起こされている（詳しくは「承応の神訴」参照）。

## 施設
施設の中心は方3間の書庫と東西8間南北3間の講堂で、書庫には神典を始めとする和漢の書籍や医書等を蔵めて表に善斎揮毫の「豊宮崎文庫」と彫刻した扁額を掲げ、講堂には林羅山揮毫の扁額が掲げられた。その他、来賓を迎えるための大観社という平屋建て建物や、万治年中（1660年前後）には学問の神として菅原道真公を祀る天神祠も創祀され、元禄3年（1690年）に延佳が卒するやその霊を祀る霊社も建てられた。なお、主要施設は貞享年中（17世紀末）、元禄元年（1688年）、宝暦年中（18世紀中頃）、天明2年（1782年）の各時代に修造され、文化12年（1815年）には書庫の新改築が行われたが、殊に天明のそれは周濠の拡張や門前の整備を伴う広範囲にわたるもので、門や塀に関してはほぼ現今の史跡に見えるのと同じ有様となった。

## 経営
文庫の経営は籍中の各位が3箇年を限りに毎年金1両宛を醵出してこれに充てることとされ、後に事業に賛同した山田奉行八木宗直の口入で寛文元年（1661年）5月に幕府から金200両が下付されて、宗直の計らいによってその金で20石分の田畠を購入し収穫を修理料（維持管理の費用）に充てることとされた一方、それ以外の田地購入は固くこれを禁じられた（次述式条第3条）。また、それより先万治4年（寛文元年）3月には宗直による基本財産以下文庫の修理、蔵書の整理、聴講者及び講師の接遇等に関する9箇条の式条も制定され、これによって籍中を8番の年行事に編成し各番交替で経営に当たることが定められた。なお、上述慶安制定の令条では籍中の醵金を書籍購入に充てることや（第1条）、購入不能の稀少書は寄付あるいは籍中の者が借り受けて書写したものを納めることが規定され（第2、3条）、就中最後者の籍中による書写本は納書に際して寄贈者として目録に銘記される（第17条）といった当時にあっては特異な方法が採用されて書写寄贈を奨励する等、開庫当初の経営が蔵書の充実に重点を置いていたことが窺われ、書写寄贈にあたっては数人で1書を分担する場合もあって大部の書だとその数15から20名に及ぶものもあった。
書庫は典鑰（鍵預かり）の書生1人と僕1人とが看守し（慶安令条第4条）、籍中の者は一部の書を除いて借覧が可能であったがその期間は借り受けた月の晦日を限りとするのが原則で、延長を望む者は晦日に一旦返却して翌朔日に再度借り受けるものとされ、その借覧冊数の上限は2部とされた（同10、11条）ほか、籍中外の者にして閲読を望む者は看守の許可を得る定めとされた（同13条）。

## 沿革後編

### 閉庫まで
その後、書庫には公卿や諸侯から市井の学者に至る多くの人から古典籍及び什器が献納されて神都における現今の図書館に相当する施設の濫觴となったが、蔵書を宮川を越えて神都外に持ち出すことを禁じる禁河の制が布かれるといった制限もあり、殊に仏教に関しては厳しく、神意に悖るという理由から仏書の納蔵は一切無く、僧侶が文庫を利用する際には袈裟を着したままであったり数珠といった法具を持ち込むことは禁ぜられたほどであった。また、籍中は享保17年（1732年）時点では119人に増員、蔵書は1,600部余りを数えていた。
講堂では毎月式日に特に招かれた講師或いは蔵書の閲覧を求めて諸国から参じた有志の学者による神典や儒典の講習が行われた。例えば延享3年（1746年）に文庫を訪れた多田満泰の場合、2月16日から3月3日の間にほぼ連日に亘って『職原抄』他の講義を行っているが、こうした来講者等による講義は書庫中の典籍共々地方文化の発展、とりわけ外宮祠官層の向学心高揚に大きく貢献した。なお、講師として招かれた者には上記満泰のほかに、貝原益軒、室鳩巣、谷秦山、井沢長秀、伊藤東涯、中沢道二、本居大平、猪飼敬所、大塩中斎、斎藤拙堂、藤森大雅等がいた。
以上のように文庫は神都文教の中心とされたが、明治維新を迎えて明治元年（1868年）10月14日に閉庫された。なお、閉庫時には書庫に20,000冊を越える蔵書があったという。

### 閉庫以降
明治元年の閉庫に伴い講堂は度会府管轄の学校（豊宮崎学校）とされ、書庫内図書を始めとする文庫の一切は籍中から府へと移管された。翌2年（1869年）3月明治天皇の神宮行幸に際して書庫が剣璽の奉安所とされ、学校は翌3年6月に林崎学校（内宮林崎文庫の後身）を吸収合併して度会県学校となって光明寺へと移転し、蔵書等の財産は旧籍中に還付された。その後、学校は経費支弁の困窮を理由に翌4年1月に廃校（休校）とされたが、これを惜しんだ地元有力者が奔走した結果、宮川の渡賃過剰金を充てることで同5年8月に文庫が英語等を課す宮崎郷学校として復し、同6年5月にこれを小学（初等）・中学（高等）の2部に分けて小学部は宮崎小学校、中学部は宮崎語学校と改称、同7年4月には下馬所前野町（げばどころまえのまち。現伊勢市豊川町）にあった小学校教員講習所を移転して同年8月にこれを度会県師範学校と改称し宮崎小学校をその附属としたものの翌9月に師範学校は現岡本1丁目の旧師職上部貞亨邸へと転出し、同8年12月には語学校も廃校とされた。その後、明治9年からは講堂が神宮教院の山田説教所として使用されるようになるが、次に見る同11年の火災によりこれも転出した。
明治11年2月14日深夜、放火によって講堂が焼失したものの、書庫と籍中の三日市大夫家に預け置かれていた蔵書・什器は難を逃れ、同14年10月、書庫の維持を図るために旧籍中が協議の上で文庫衆という法人組織を結成して16箇条からなる規則を定めると共に籍長以下の諸役を設けて経営に当たることとなる。文庫衆は翌15年に火災を免れた書庫の改築等を行うもその後は蠹鼠の荒みに加えて書籍の流出も生じる等経営に行詰まり、明治末に蔵書を神宮へ献納するという計画も出たが代償として若干の金銭を求めたために頓挫し、結局は同43年（1910年）に土地、建物、蔵書を宇治山田市の旅館宇仁館経営者西田貞助に売却して文庫衆は解体した。ところが、暫時の後に蔵書の一部が京都の好事家へ売却されたことが発覚して物議を醸し、なお一層の散逸のおそれから翌44年2月26日に神宮崇敬団体である神苑会が図書18,000余冊、什器28点を17,000円で購入し、3月6日にこれらと併せて計20,745冊を「旧豊宮崎文庫図書」として神宮に献納、図書は神宮文庫に、什器は神宮徴古館に収蔵されることとなり、文庫の跡地は大正12年（1923年）3月7日に「旧豊宮崎文庫」として国の史跡に指定された。なお、神宮文庫に継受された貴重書籍には肥前島原藩初代藩主松平忠房献納の『古文尚書』13巻（国の重要文化財）、林羅山の春秋三伝や林家歴代の詩文集、渋川春海自筆の『日本長暦』（重要文化財）、水戸藩による『大日本史』初摺本、大塩中斎『洗心洞箚記』、津藩藩校有造館板『資治通鑑』、伊勢本『和名類聚抄』等があり、徴古館継受の什器には藤原秀郷の佩刀と伝えられる毛抜形太刀等があるが、その他渋川春海自製の天球儀と地球儀もあったらしい。

### 史跡「旧豊宮崎文庫」

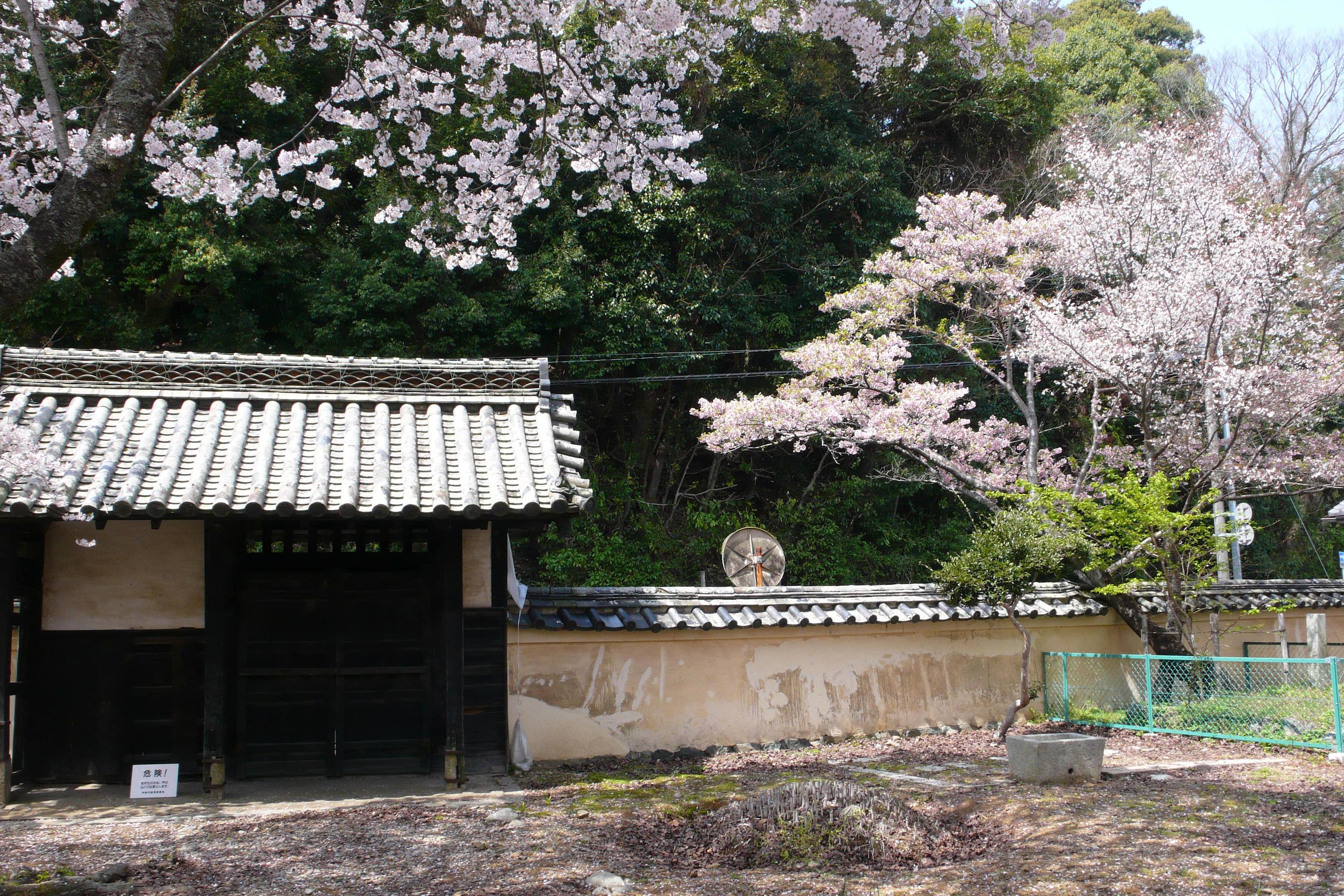
表門とお屋根桜（右側）

豊宮崎文庫跡は近世の教育学芸に関する文庫遺跡として重要であるという理由から史跡指定され、指定当時は書庫他の建物が残っていたが、戦後（20世紀中半）に土地所有者が建物を破壊したために西面する本瓦葺きの表門（三間棟門）とその左右に伸びる築地塀の一部、若干の石碑、お屋根桜（やねざくら）の原木が残るのみとなり、また、敷地の一部を分割売却したために文庫としての本来の規模も明らかではなくなった。なお、現在の史跡の範囲面積は3,263.10平方メートルで、その大半が伊勢市により公有化されている。
現存する石碑には津藩藩士高橋知周が文庫設立の経緯を刻んだ創立碑（文政10（1827）年2月建碑）や、幕末三筆の一である巻菱湖の手になる孝経碑（天保8（1837）年7月建碑）、松尾芭蕉句碑がある。
お屋根桜は文庫落成当時に出口延佳邸の屋上に生えた桜を移植したことから名付けられたと伝える桜で、盛時は高2丈（およそ6米）幹周5尺（およそ1.5米）余りにも及び、宝暦年中（18世紀中半）に朽損したが、蘖を移植して存続を図り、寛政時にはその蘖が高1丈余りに育っていたという。昭和3年（1928年）に山桜の新品種であると発表されたものの姿を消し、一時は絶滅したものとも考えられたが、同53年（1978年）になって4株の生存が確認され、同61年7月3日に伊勢市の天然記念物に指定された。